# 도스 오가레스
《도스 오가레스》(스페인어: Dos hogares)은 2011년 방영된 멕시코의 텔레노벨라이다.